# Тильваярви
Тильваярви — озеро на территории Ведлозерского сельского поселения Пряжинского района Республики Карелия.

## Общие сведения
Площадь озера — 0,5 км². Располагается на высоте 106,9 метров над уровнем моря.
Форма озера лопастная, треугольная. Узкий пролив разделяет озеро на две неравных части. Берега каменисто-песчаные, местами заболоченные.
Из южной оконечности озера вытекает ручей Силагакйоки, впадающий в озеро Нялмозеро, из которого вытекает река Нялма, впадающая в Ведлозеро.
В озере расположен один безымянный остров.
С юго-востока от озера проходит просёлочная дорога.
Населённые пункты возле озера отсутствуют. Ближайший — деревня Юргилица — расположен в 12 км к югу от озера.
Код объекта в государственном водном реестре — 01040300211102000014367.